# کارلولین فوت
کارلولین فوت (به انگلیسی: Caroline Foot) (زادهٔ ۱۴ مارس ۱۹۶۵) شناگر اهل بریتانیا است.